# Barranc de Roer
El Barranc de Roer és un barranc del Baix Ebre que desemboca a l'Ebre.